# Zaborze (rejon żółkiewski)
Zaborze (ukr. Забір'я) – wieś na Ukrainie, w rejonie lwowskim (wcześniej w rejonie żółkiewskim)obwodu lwowskiego. Wieś liczy około 1310 mieszkańców.
Znajduje się tu przystanek kolejowy Zielona, położony na linii Rawa Ruska – Czerwonogród (Krystynopol).
W II Rzeczypospolitej do 1934 samodzielna gmina jednostkowa. Następnie należała do zbiorowej wiejskiej gminy Hujcze w powiecie rawskim w woj. lwowskim. 
W kwietniu 1944 nacjonaliści ukraińscy z OUN-UPA zamordowali tutaj 20 Polaków i spalili część polskich zagród.
Po wojnie wieś została odłączona od Polski i włączona w struktury administracyjne Ukraińskiej SRR.